# Gescharim

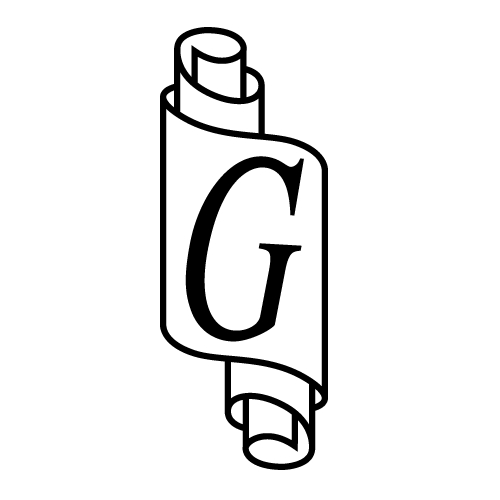
Gesharim (Verlagslogo)

Gescharim (russisch Гешарим / Gešarim / Gesharim; hebr. גשרים, „Brücken“) / Mosty kultury (russisch Мосты культуры, wiss. Transliteration Mosty kul'tury; „Kulturbrücken“ oder „Brücken der Kultur“) ist der älteste israelisch-russische jüdische Verlag. Er wurde im Jahr 1990 gegründet. Gründer und ständiger Direktor ist Michail Grinberg. Der Verlag hat mehr als 500 Bücher mit einer Gesamtauflage von etwa 2 Millionen Exemplaren herausgebracht. Sie werden über die ganze Welt vertrieben.
Der Verband Brücken der Kultur engagiert sich nicht nur für die Veröffentlichung von Büchern, sondern auch für Bildungsaktivitäten, Ausstellungen, Seminare und Konferenzen unter der Schirmherrschaft des Verlags.
Für seinen Beitrag zur Entwicklung der kulturellen Beziehungen zwischen Russland und Israel erhielt der Verlagsleiter Michail Grinberg 2012 die Puschkin-Medaille.
Das als Das Buch Tanja bekannte Hauptwerk des Rabbis Schneur Salman (1745–1812) beispielsweise ist 1990 in Vilnius als erste Veröffentlichung des israelisch-litauischen Gemeinschaftsverlages „Gescharim“ in einer zweisprachigen hebräisch-russischen Ausgabe erschienen.

## Pädagogische Aktivitäten
Einer der Angestellten des Verlages war der Literaturkritiker Michail Edelstein. Auf der Moskauer Internationalen Buchmesse waren über zehn Jahre lang hauptsächlich Bücher des Gesharim-Verlags vertreten. Neben der Ausstellung von Büchern auf der Ausstellung präsentiert der Verlag neue Produkte in renommierten Moskauer Clubs, Treffen mit Autoren, Künstlern und Übersetzern usw.

## Buchreihen
- «Всемирная история еврейского народа» (Weltgeschichte des jüdischen Volkes)
- «Флавиана» (Flaviana)
- «История» (Geschichte)
- «Прошлый век» (Letztes Jahrhundert)
- «Еврейское искусство» (Jüdische Kunst)
- «Памятники еврейской исторической мысли» (Denkmäler des jüdischen historischen Denkens)
- «Библиотека Иудаика» (Bibliothek von Judaica)
- «Вид с горы Скопус» (Blick vom Berg Skopus)
- «Вестник Еврейского университета» (Herold der Hebräischen Universität)
- «Эхо Синая» (Echo Sinai)
- «Жизнь Замечательных Евреев» (Das Leben der wunderbaren Juden)
- «Тень еврейского народа» (Der Schatten des jüdischen Volkes)
- «Израиль: война и мир» (Israel: Krieg und Frieden)
- «Сионизм» (Zionismus)
- «Изыскания в еврейской мистике» (Studien zur jüdischen Mystik)
- «Каббала и еврейская традиция» (Kabbala und jüdische Tradition)
- «Еврейское образование» (Jüdische Bildung)
- «Иудаизм» (Judentum)
- «Литература Израиля» (Literatur Israels)
- «Поэзия и проза» (Poesie und Prosa)
- «Детская литература» (Kinderliteratur)
- «Израилю 60 лет» (Israel ist 60 Jahre alt)